# Mesanthura hieroglyphica
Mesanthura hieroglyphica là một loài chân đều trong họ Anthuridae. Loài này được Miller & Menzies miêu tả khoa học năm 1952.